# Ženska mreža Hrvatske
Ženska mreža Hrvatske djeluje u skladu s feminističkim principima i okuplja nevladine organizacije, grupe i inicijative koje se suprotstavljaju patrijarhalnom sustavu i svim oblicima spolne diskriminacije. Mreža ima 40 udruga članica.

## Principi i ciljevi
Ženska mreža Hrvatske odnosno njene udruge članice djeluju poštujući vrijednosti kao što su priznavanje temeljnih ženskih prava, ženska solidarnost, antimilitarizam, nediskriminiranje na bilo kakvoj osnovi, priznavanje prava žena da odlučuju o svom tijelu i reprodukciji (pravo na pobačaj, kontracepciju, umjetnu oplodnju i usvajanje djece), razvijanje ekološke svijesti, aktivno suprotstavljanje nasilju nad ženama itd.
Mreža za osnovne ciljeve svojega javnoga zalaganja smatra:
- sudjelovanje žena u politici i političkom odlučivanju
- ostvarenje prava na školovanje, rad, zaradu i punu zaposlenost
- socijalnu sigurnost
- zaustavljanje nasilja nad ženama
- politiku ravnopravnosti i tolerancije

## Vanjske poveznice
- Službena stranica